# Sebastiaan Verschuren
Sebastiaan Verschuren (ur. 7 października 1988 w Amsterdamie) – holenderski pływak. Specjalizuje się w pływaniu stylem dowolnym na dystansie 100 i 200 metrów.

## Kariera
Po uczestnictwie w Mistrzostwach Europy juniorów w pływaniu w 2005 i 2006 roku, Verschuren zadebiutował w Mistrzostwach Europy w pływaniu 2006 w Budapeszcie na Węgrzech, gdzie zajął 19. pozycję na 1500 m stylem dowolnym.
2 lata później startował w Eindhoven w swoim kraju w Mistrzostwach Europy w pływaniu 2008. Ukończył start na 200 m stylem dowolnym na 13. miejscu. Razem ze swoją reprezentacją zajął 9. miejsce w eliminacjach sztafety 4 × 200 m stylem dowolnym, nie kwalifikując się do finału i do Letnich Igrzysk Olimpijskich 2008.
W 2009 roku zadebiutował w Mistrzostwach Świata w Rzymie. W jego koronnej konkurencji – 200 m stylem dowolnym zajął 7. miejsce z czasem 1:46.05. Na dystansie o połowę krótszym uplasował się na 31. pozycji (49.12). Startując w eliminacjach sztafety 4 x 100m stylem zmiennym wspólnie z Nickiem Driebergenem, Lennartem Stekelenburgiem i Joeri Verlindenem został zdyskwalifikowany.
W 2010 roku startując w mistrzostwach Europy w Budapeszcie wywalczył brązowy medal w wyścigu na 200 m stylem dowolnym mężczyzn z czasem 1:46.91, przegrywając tylko z Paulem Biedermannem z Niemiec (1:46.06) i Nikitą Łobincewem z Rosji (1:46.51). Wspólnie z Nickiem Driebergenem, Lennartem Stekelenburgiem i Joeri Verlindenem zdobył brązowy medal w sztafecie 4 × 100 m stylem zmiennym (3:33.91). Zwyciężyli z rekordem mistrzostw Europy Francuzi (3:31.32). 2. miejsce zajęli Rosjanie (3:33.29).
W kolejnych mistrzostwach świata w 2011 roku w Szanghaju, Verschuren zajął 8. miejsce w finale 100 m stylem dowolnym mężczyzn (48.27). Na dystansie 200 m tym samym stylem był 9. (1:47.52). Wraz ze swoimi kolegami z reprezentacji (Nickiem Driebergenem, Lennartem Stekelenburgiem i Joeri Verlindenem zajął 5. miejsce w finale sztafety 4 × 100 m stylem zmiennym panów (3:34.11).
W 2012 roku zadebiutował na igrzyskach olimpijskich w Londynie. W konkurencjach indywidualnych, na 100 i 200 m stylem dowolnym był odpowiednio 5. i 11. Wraz z kolegami zajął również 7. miejsce w sztafecie 4 × 100 m stylem zmiennym.